# Thylacosmilidae
Thylacosmilidae — викопна родина сумчастих хижаків, споріднених із сучасними сумчастими, що мешкали в Південній Америці між епохами міоцену та пліоцену. Як і інші південноамериканські хижі ссавці, що жили до Великого міжамериканського обміну, ці тварини належали до ряду Sparassodonta, який займав екологічну нішу багатьох вищих звірів ряду Carnivora з інших континентів. Характерною особливістю родини є продовгуваті, сплющені з боків ікла, що були конвергентними з іншими шаблезубими ссавцями, такими як Barbourofelis та Smilodon.

## Історія відкриття
Родина Thylacosmilidae була сформована Ріггсом у 1933 році на основі зразка Thylacosmilus, знайденого в пліоценовій формації Брочеро в Аргентині. Пізніше родина була понижена до підродини Thylacosmilinae в межах Borhyaenidae, групи подібних на псових спарасодонтів, на підставі припущення, що Thylacosmilus був лише похідним і спеціалізованим Borhyaenid. Пізніше, з відкриттям фрагментарних зразків нових спарасодонтів, споріднених з Thylacosmilus, з міоценових і пліоценових шарів, Thylacosmilidae знову отримали статус родини.

## Опис
Родина, мабуть, найвідоміша серед спарассодонтів через їхню зубну та черепну адаптацію, яка зовні схожа на аналогічну у шаблезубих котів. Їх часто наводять як приклад конвергентної еволюції між плацентарними та нижчими звірами. Однак між сумчастими шаблезубими тиграми та іншими шаблезубими ссавцями існували певні відмінності. 
До їхніх діагностичних ознак відносять: 
- ікла, що безперервно ростуть;
- менш спеціалізовані хижі моляри;
- величезні, схожі на фланці вирости нижньої щелепи, які захищали їхні шаблезубі зуби.

У Thylacosmilus, останнього і найбільш спеціалізованого відомого представника родини, різці дуже малі, а нижні зуби погано розвинені та цвяхоподібні. В інших родах ці елементи невідомі. У Thylacosmilus верхні різці невідомі, окрім заглиблень від зносу на нижніх різцях, оскільки в цьому роді ніколи не було знайдено жодної цілої верхньої щелепи.
Іншою еволюційною тенденцією в родині є прогресуюче скорочення жувальних і скроневих м'язів, що призводило до відносно слабких укусів, але компенсувалося збільшенням розмірів м'язів шиї для встромляння голови та іклів у шию здобичі.
Скам'янілості передніх кінцівок Thylacosmilus, єдині знайдені для цієї групи, вказують на те, що тварини не були швидкими бігунами, і, своєю чергою, були пристосовані прикладати силу для приборкання здобичі, маніпулюючи її своїми напівпротилежними великими пальцями.
У нещодавньому дослідженні було запропоновано відсутність аналогії між тилакосмілідами та шаблезубими вищими звірями, припускаючи, що замість того, щоб використовувати ікла для проколювання здобичі, вони використовували їх для розтину трупів. Відсутність різців і роздроблювальних молярів вказує на те, що вони харчувалися нутрощами, а зрошена кістка на верхніх щелепах свідчить про якусь велику структуру на основі м’яких тканин.